# Орхон (аймак)
Орхон (на монголски: Орхон) е един от 21 аймаци в Монголия. Административният център на аймака е град Арвайхер (83 160 души).
Площта му е 840 квадратни километра, а населението – 103 217 души (по приблизителна оценка от декември 2018 г.).
Почти изцяло е обграден от територията на аймака Булган, като само на изток граничи с друга провинция – Селенге. Разположен е в долината между реките Селенга и Орхон.
През 1975 г. на територията на Булган е създаден град Ерденет, за да облекчи постоянната миграция към столицата Улан Батор и да създаде възможност за разработване на медните мини край селището. Новосъздаденият град автоматично получава статут на отделна административна единица, която е на пряко държавно управление. През 1994 г. след административна реорганизация от аймака Булган са отделени 2 сума, в които влиза и град Ерденет и е създадена новата провинция Орхон. Столицата на аймака е вторият по големина град в Монголия.

## Административно деление
| Сум          | Монголски                | Площ km² | Население (2006) | Гъстота /km² |
| ------------ | ------------------------ | -------- | ---------------- | ------------ |
| Баян Йондьор | на монголски: Баян-Өндөр | 208.0    | 83 160*          | 399.8        |
| Жаргалант    | на монголски: Жаргалант  | 635.6    | 3125             | 4.9          |

* Включва град Ерденет